# Georges Mommerency
Georges Mommerency (Mannekensvere, 8 april 1927  - Veurne 22 januari 2003) was een Belgische politicus voor de SP.

## Biografie
Mommerency groeide op in een arbeidersgezin. Door de omstandigheden tijdens de Tweede Wereldoorlog moest hij zijn studies voortijdig afbreken. Hij werkte korte tijd bij de havenwacht van Oostende en als metaalarbeider en was vanaf 1949 postbode in Nieuwpoort.
De Vlaamsgezinde Mommerency werd door de plaatselijke BSP van Nieuwpoort gevraagd om op hun lijst voor de gemeenteraadsverkiezingen van 1964 te staan. Hij werd verkozen en zetelde zo vanaf 1965 in de gemeenteraad. In 1971 werd hij burgemeester van de stad en volgde daarmee Floribert Gheeraert op, die er bijna een kwarteeuw burgemeester was geweest. Als burgemeester had hij aandacht voor sociale woningbouw en voor de ontwikkeling van de toeristische infrastructuur van de badstad. Ook promootte hij op cultureel vlak de Frans-Vlaamse Veertiendaagsen, die vanaf 1974 georganiseerd werden in Nieuwpoort, en liet hij jaarlijks een bloemenkrans neerleggen op de IJzerbedevaart. Mommerency genoot in zijn gemeente en ook daarbuiten een grote populariteit, gebaseerd op zijn charisma en uitgebreid sociaal dienstbetoon.
Ondertussen was Mommerency van 1969 tot 1974 en van 1978 tot 1981 ook provincieraadslid van West-Vlaanderen. Ook werd actief in de nationale politiek; van 1974 tot 1978 en van 1985 tot 1991 zetelde hij in de Senaat als rechtstreeks gekozen senator voor het arrondissement Veurne-Diksmuide-Oostende. In de periode april 1974-december 1978 zetelde hij als gevolg van het toen bestaande dubbelmandaat ook in de Cultuurraad voor de Nederlandse Cultuurgemeenschap, die op 7 december 1971 werd geïnstalleerd. Vanaf december 1985 tot november 1991 was hij lid van de Vlaamse Raad, de opvolger van de Cultuurraad (sinds 21 oktober 1980) en de voorloper van het huidige Vlaams Parlement.  
Hij bleef burgemeester tot 1995. In dat jaar werd hij opgevolgd door Roland Crabbe. Mommerency was bijna een kwarteeuw burgemeester van de kuststad Nieuwpoort.
Op het eind van zijn politiek loopbaan ontstond er onenigheid met de SP en in de gemeentepolitiek noemde hij zijn socialistische lijst Nieuwpoort 2000 en later Inzet. Hij overleed na een slepende ziekte op 75-jarige leeftijd in het AZ Sint-Augustinus in Veurne.